# Petaloporidae
Petaloporidae zijn een familie van mosdiertjes (Bryozoa) uit de orde van de Cyclostomatida.

## Geslachten
- Grammascosoecia Canu & Bassler, 1922

Niet geaccepteerd geslacht:
- Radiocavaria Hamm, 1881 → Petalopora Lonsdale, 1850  †